# マリアン・トリミアー
マリアン・“レディ・タイガー”トリミアー（Marian "Lady Tyger" Trimiar、1953年8月15日 - ）は、アメリカ合衆国の女子プロボクサーである。アメリカ女子プロ黎明期の1970年代から1980年代まで活躍した。

## 経歴
1974年、アメリカ合衆国オリンピック委員会に女子ボクシング認可を直訴し、ニューヨークでライセンスを取得。
1976年1月28日、ペンシルベニア州初の女子プロボクシングの試合としてデビューしたが、ルール面が整備されていなかったため無効試合。
2月26日、初勝利。
9月30日、日本人女子プロ第1号の高築正子と対戦して勝利。
1981年に来日し、8月29日に田園コロシアムで開かれた全日本女子プロレスの異種格闘技戦としてデビル雅美に判定勝利。
1985年引退。
1987年4月、女子ボクサーの権利を勝ち取るべくハンガー・ストライキを決行。

## 戦績
- 15戦 12勝 4KO 2敗 1無効試合